# Lista de municípios de Samora
Esta é uma lista de municípios da província espanhola de Zamora na comunidade autónoma de Castela e Leão.

Mapa municipal

| Nome                           | Pop. (2002) |
| ------------------------------ | ----------- |
| Abezames                       | 100         |
| Alcañices                      | 1 156       |
| Alcubilla de Nogales           | 193         |
| Alfaraz de Sayago              | 203         |
| Algodre                        | 181         |
| Almaraz de Duero               | 457         |
| Almeida de Sayago              | 659         |
| Andavías                       | 483         |
| Arcenillas                     | 300         |
| Arcos de la Polvorosa          | 288         |
| Argañín                        | 96          |
| Argujillo                      | 377         |
| Arquillinos                    | 172         |
| Arrabalde                      | 384         |
| Aspariegos                     | 359         |
| Asturianos                     | 339         |
| Ayoó de Vidriales              | 448         |
| Barcial del Barco              | 303         |
| Belver de los Montes           | 454         |
| Benavente                      | 17 127      |
| Benegiles                      | 394         |
| Bermillo de Sayago             | 1 346       |
| La Bóveda de Toro              | 950         |
| Bretó                          | 239         |
| Bretocino                      | 312         |
| Brime de Sog                   | 236         |
| Brime de Urz                   | 143         |
| Burganes de Valverde           | 870         |
| Bustillo del Oro               | 144         |
| Cabañas de Sayago              | 203         |
| Calzadilla de Tera             | 482         |
| Camarzana de Tera              | 1 027       |
| Cañizal                        | 613         |
| Cañizo                         | 315         |
| Carbajales de Alba             | 708         |
| Carbellino                     | 269         |
| Casaseca de Campeán            | 144         |
| Casaseca de las Chanas         | 358         |
| Castrillo de la Guareña        | 160         |
| Castrogonzalo                  | 548         |
| Castronuevo                    | 360         |
| Castroverde de Campos          | 412         |
| Cazurra                        | 90          |
| Cerecinos de Campos            | 421         |
| Cerecinos del Carrizal         | 157         |
| Cernadilla                     | 197         |
| Cobreros                       | 735         |
| Coomonte                       | 310         |
| Coreses                        | 1 172       |
| Corrales del Vino              | 1,103       |
| Cotanes del Monte              | 158         |
| Cubillos                       | 402         |
| Cubo de Benavente              | 174         |
| El Cubo de Tierra del Vino     | 461         |
| Cuelgamures                    | 138         |
| Entrala                        | 156         |
| Espadañedo                     | 193         |
| Faramontanos de Tábara         | 493         |
| Fariza                         | 708         |
| Fermoselle                     | 1 583       |
| Ferreras de Abajo              | 634         |
| Ferreras de Arriba             | 526         |
| Ferreruela                     | 637         |
| Figueruela de Arriba           | 533         |
| Fonfría                        | 1 133       |
| Fresno de la Polvorosa         | 207         |
| Fresno de la Ribera            | 433         |
| Fresno de Sayago               | 250         |
| Friera de Valverde             | 263         |
| Fuente Encalada                | 138         |
| Fuentelapeña                   | 993         |
| Fuentes de Ropel               | 568         |
| Fuentesaúco                    | 1 844       |
| Fuentesecas                    | 84          |
| Fuentespreadas                 | 388         |
| Galende                        | 1,374       |
| Gallegos del Pan               | 158         |
| Gallegos del Río               | 816         |
| Gamones                        | 94          |
| Gema                           | 255         |
| Granja de Moreruela            | 369         |
| Granucillo                     | 232         |
| Guarrate                       | 362         |
| Hermisende                     | 429         |
| La Hiniesta                    | 370         |
| Jambrina                       | 243         |
| Justel                         | 161         |
| Losacino                       | 329         |
| Losacio                        | 149         |
| Lubián                         | 354         |
| Luelmo                         | 244         |
| El Maderal                     | 284         |
| Madridanos                     | 550         |
| Mahide                         | 516         |
| Maire de Castroponce           | 241         |
| Malva                          | 218         |
| Manganeses de la Lampreana     | 741         |
| Manganeses de la Polvorosa     | 854         |
| Manzanal de Arriba             | 462         |
| Manzanal de los Infantes       | 187         |
| Manzanal del Barco             | 203         |
| Matilla de Arzón               | 260         |
| Matilla la Seca                | 76          |
| Mayalde                        | 245         |
| Melgar de Tera                 | 577         |
| Micereces de Tera              | 639         |
| Milles de la Polvorosa         | 272         |
| Molacillos                     | 296         |
| Molezuelas de la Carballeda    | 100         |
| Mombuey                        | 467         |
| Monfarracinos                  | 656         |
| Montamarta                     | 667         |
| Moral de Sayago                | 370         |
| Moraleja de Sayago             | 302         |
| Moraleja del Vino              | 1 282       |
| Morales de Rey                 | 740         |
| Morales de Toro                | 1 031       |
| Morales de Valverde            | 283         |
| Morales del Vino               | 1 832       |
| Moralina                       | 361         |
| Moreruela de los Infanzones    | 454         |
| Moreruela de Tábara            | 513         |
| Muelas de los Caballeros       | 243         |
| Muelas del Pan                 | 882         |
| Muga de Sayago                 | 496         |
| Navianos de Valverde           | 254         |
| Olmillos de Castro             | 406         |
| Otero de Bodas                 | 247         |
| Pajares de la Lampreana        | 497         |
| Palacios de Sanabria           | 324         |
| Palacios del Pan               | 258         |
| Pedralba de la Pradería        | 296         |
| El Pego                        | 429         |
| Peleagonzalo                   | 419         |
| Peleas de Abajo                | 292         |
| Peñausende                     | 544         |
| Peque                          | 204         |
| El Perdigón                    | 712         |
| Pereruela                      | 712         |
| Perilla de Castro              | 251         |
| Pías                           | 220         |
| Piedrahita de Castro           | 143         |
| Pinilla de Toro                | 367         |
| Pino del Oro (Pino)            | 235         |
| El Piñero                      | 295         |
| Pobladura de Valderaduey       | 74          |
| Pobladura del Valle            | 346         |
| Porto                          | 323         |
| Pozoantiguo                    | 330         |
| Pozuelo de Tábara              | 226         |
| Prado                          | 101         |
| Puebla de Sanabria             | 1 628       |
| Pueblica de Valverde           | 307         |
| Quintanilla de Urz             | 153         |
| Quintanilla del Monte          | 141         |
| Quintanilla del Olmo           | 55          |
| Quiruelas de Vidriales         | 946         |
| Rabanales                      | 814         |
| Rábano de Aliste               | 468         |
| Requejo                        | 189         |
| Revellinos                     | 331         |
| Riofrío de Aliste              | 1 054       |
| Rionegro del Puente            | 388         |
| Roales                         | 498         |
| Robleda-Cervantes              | 443         |
| Roelos de Sayago               | 162         |
| Rosinos de la Requejada        | 505         |
| Salce                          | 131         |
| Samir de los Caños             | 235         |
| San Agustín del Pozo           | 200         |
| San Cebrián de Castro          | 363         |
| San Cristóbal de Entreviñas    | 1 629       |
| San Esteban del Molar          | 180         |
| San Justo                      | 356         |
| San Martín de Valderaduey      | 88          |
| San Miguel de la Ribera        | 388         |
| San Miguel del Valle           | 220         |
| San Pedro de Ceque             | 684         |
| San Pedro de la Nave-Almendra  | 507         |
| San Vicente de la Cabeza       | 592         |
| San Vitero                     | 700         |
| Santa Clara de Avedillo        | 255         |
| Santa Colomba de las Monjas    | 326         |
| Santa Cristina de la Polvorosa | 1 270       |
| Santa Croya de Tera            | 462         |
| Santa Eufemia del Barco        | 293         |
| Santa María de la Vega         | 482         |
| Santa María de Valverde        | 99          |
| Santibáñez de Tera             | 601         |
| Santibáñez de Vidriales        | 1 353       |
| Santovenia                     | 392         |
| Sanzoles                       | 679         |
| Tábara                         | 969         |
| Tapioles                       | 235         |
| Toro                           | 9 079       |
| La Torre del Valle             | 185         |
| Torregamones                   | 332         |
| Torres del Carrizal            | 506         |
| Trabazos                       | 941         |
| Trefacio                       | 243         |
| Uña de Quintana                | 230         |
| Vadillo de la Guareña          | 371         |
| Valcabado                      | 344         |
| Valdefinjas                    | 100         |
| Valdescorriel                  | 200         |
| Vallesa de la Guareña          | 173         |
| Vega de Tera                   | 501         |
| Vega de Villalobos             | 157         |
| Vegalatrave                    | 137         |
| Venialbo                       | 518         |
| Vezdemarbán                    | 668         |
| Vidayanes                      | 109         |
| Videmala                       | 192         |
| Villabrázaro                   | 337         |
| Villabuena del Puente          | 942         |
| Villadepera                    | 282         |
| Villaescusa                    | 358         |
| Villafáfila                    | 647         |
| Villaferrueña                  | 155         |
| Villageriz                     | 68          |
| Villalazán                     | 381         |
| Villalba de la Lampreana       | 307         |
| Villalcampo                    | 647         |
| Villalobos                     | 317         |
| Villalonso                     | 124         |
| Villalpando                    | 1 677       |
| Villalube                      | 291         |
| Villamayor de Campos           | 534         |
| Villamor de los Escuderos      | 556         |
| Villanázar                     | 371         |
| Villanueva de Azoague          | 343         |
| Villanueva de Campeán          | 181         |
| Villanueva de las Peras        | 181         |
| Villanueva del Campo           | 1 064       |
| Villar de Fallaves             | 103         |
| Villar del Buey                | 796         |
| Villaralbo                     | 1 626       |
| Villardeciervos                | 541         |
| Villardiegua de la Ribera      | 158         |
| Villárdiga                     | 106         |
| Villardondiego                 | 130         |
| Villarrín de Campos            | 609         |
| Villaseco del Pan              | 299         |
| Villavendimio                  | 198         |
| Villaveza de Valverde          | 132         |
| Villaveza del Agua             | 275         |
| Viñas                          | 272         |
| Zamora                         | 65 575      |